# محمد غنی حکمت
محمد غنی حکمت (۲۰ آوریل ۱۹۲۹ – ۱۲ سپتامبر ۲۰۱۱) یک مجسمه‌ساز و هنرمند اهل عراق بود. برخی از با اعتبارترین مجسمه‌ها و یادمان‌های تاریخی شاخص بغداد از آثار اوست.

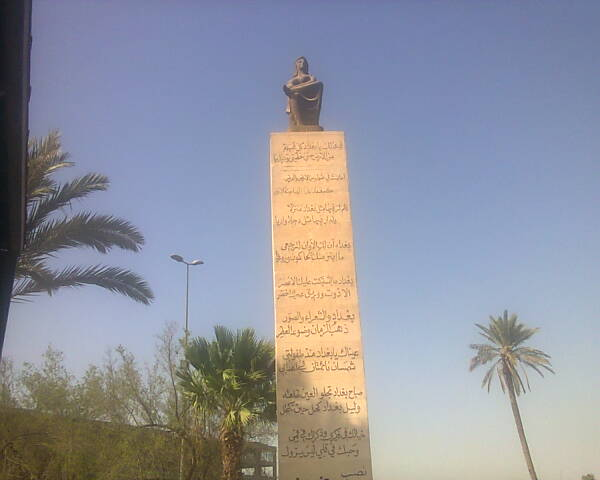
بنای تاریخی بغداد در میدان اندلس در مرکز بغداد

## آثار
شناخته شده‌ترین آثار حکمت عبارتند از دو مجسمه «شهرزاد و شهریار» واقع در خیابان ابی‌نواز بغداد و «چشمه کهرمانه» یا قهرمان. بسیاری از مجسمه‌های او از داستان‌های هزار و یک شب الهام گرفته شده است. آثار او در مراکز و میدان‌های شهر نمایش دهنده ارتباط عمیق او با فرهنگ عراق است. او در مرمت آثار هنری غارت شده و صدمه دیده موزه ملی عراق در دوران پس اشغال عراق در سال ۲۰۰۳ و سقوط صدام حسین پیشقدم بود.
آخرین کار محمد غنی حکمت «صعود دوباره عراق» نام دارد که در سال ۲۰۱۲ به پایان رسید در تجلیل از پیشینه عراق و همکاری چند اقوام مختلف در ساختن آینده کشور است.

## زندگی
حکمت در سال ۱۹۲۹ در بغداد به دنیا آمد. او در سال ۱۹۵۳ از مؤسسه هنرهای زیبای بغداد فارغ‌التحصیل شد و پس از آن در تکمیل مطالعات خود، در سال ۱۹۵۷ از آکادمی هنرهای زیبا در رم، ایتالیا فارغ‌التحصیل شد. حکمت در سال ۱۹۵۳ به «گروه هنر مدرن» بغداد و در سال ۱۹۶۷ به «گروه الزاویه» پیوست.

## درگذشت
محمد غنی حکمت در تاریخ ۱۲ سپتامبر سال ۲۰۱۱ در عمان، اردن، جایی که مشغول دریافت خدمات درمانی بود، در سن ۸۲ سالگی درگذشت.

## میراث
در سال ۲۰۱۵، در هفتادمین سالگرد سازمان ملل متحد، اثر او با نام «چشمه کهرمانه» یا قهرمان به عنوان میراث جهانی انتخاب شد.
در ۲۰ آوریل ۲۰۱۶، موتور جستجوی گوگل ۸۷مین سالگرد تولد او را با تغییر لوگوی گوگل دودل صفحهٔ اصلی خود گرامی‌داشت.